# Ravnkilde (by)
 For alternative betydninger, se Ravnkilde. (Se også artikler, som begynder med Ravnkilde)
Ravnkilde er en landsby i Himmerland med 331 indbyggere  (2024) i Ravnkilde Sogn en km syd for udkanten af Rold Skov. Landsbyen ligger i Region Nordjylland og hører til Rebild Kommune.
Ravnkilde ligger syv kilometer øst for Haverslev, syv kilometer vest for Arden og 17 kilometer nord for Hobro.
I Ravnkilde er fundet runestenen Ravnkilde-stenen 1.